# دلقک‌ماهی مالدیو
دلقک‌ماهی مالدیو (نام علمی: Amphiprion nigripes) نام یک گونه از زیرخانواده دلقک‌ماهی است.

## نگارخانه

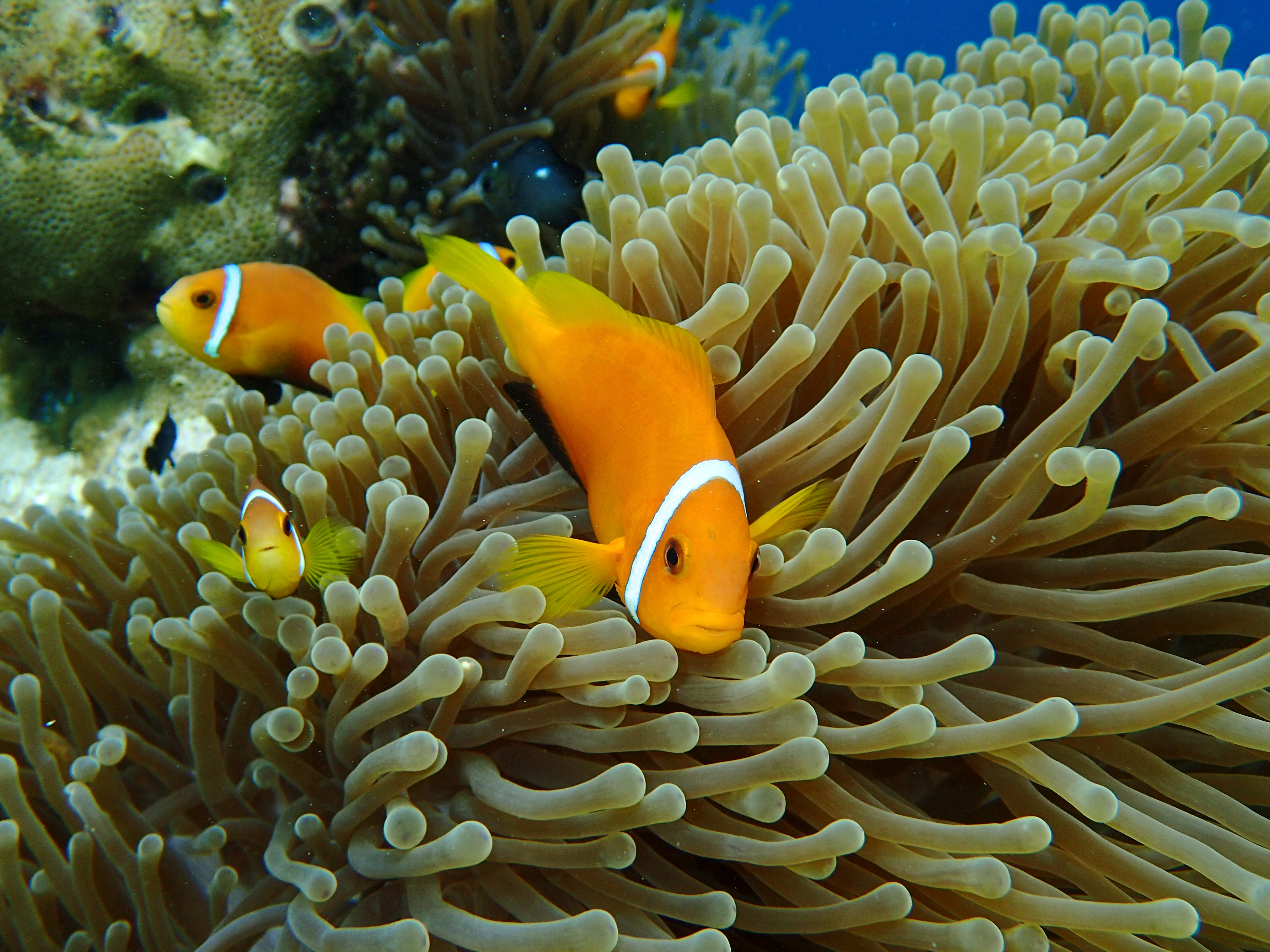